# Provincia di Ahal
La provincia di Ahal (in turkmeno: Ahal welaýaty) è una provincia (welayat) del Turkmenistan; ha come capoluogo Änew. È situata nel sud del paese, ai confini con l'Iran e con l'Afghanistan.

## Distretti
Il distretto è suddiviso in 9 distretti e 2 città:
- Abadan
- Tejen
- Distretto di Akbugdaý
- Distretto di Altyn Asyr
- Distretto di Babadaýhan
- Distretto di Baharly
- Distretto di Gökdepe
- Distretto di Kaka
- Distretto di Ruhabat
- Distretto di Sarahs
- Distretto di Tejen